# Britt Ekland
Britt Ekland, (de nom real Britt Marie Eklund, Estocolm, 6 d'octubre de 1942) és una actriu sueca.

## Biografia

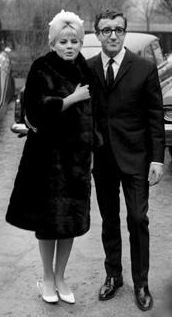
Britt Ekland i Peter Sellers el 1964

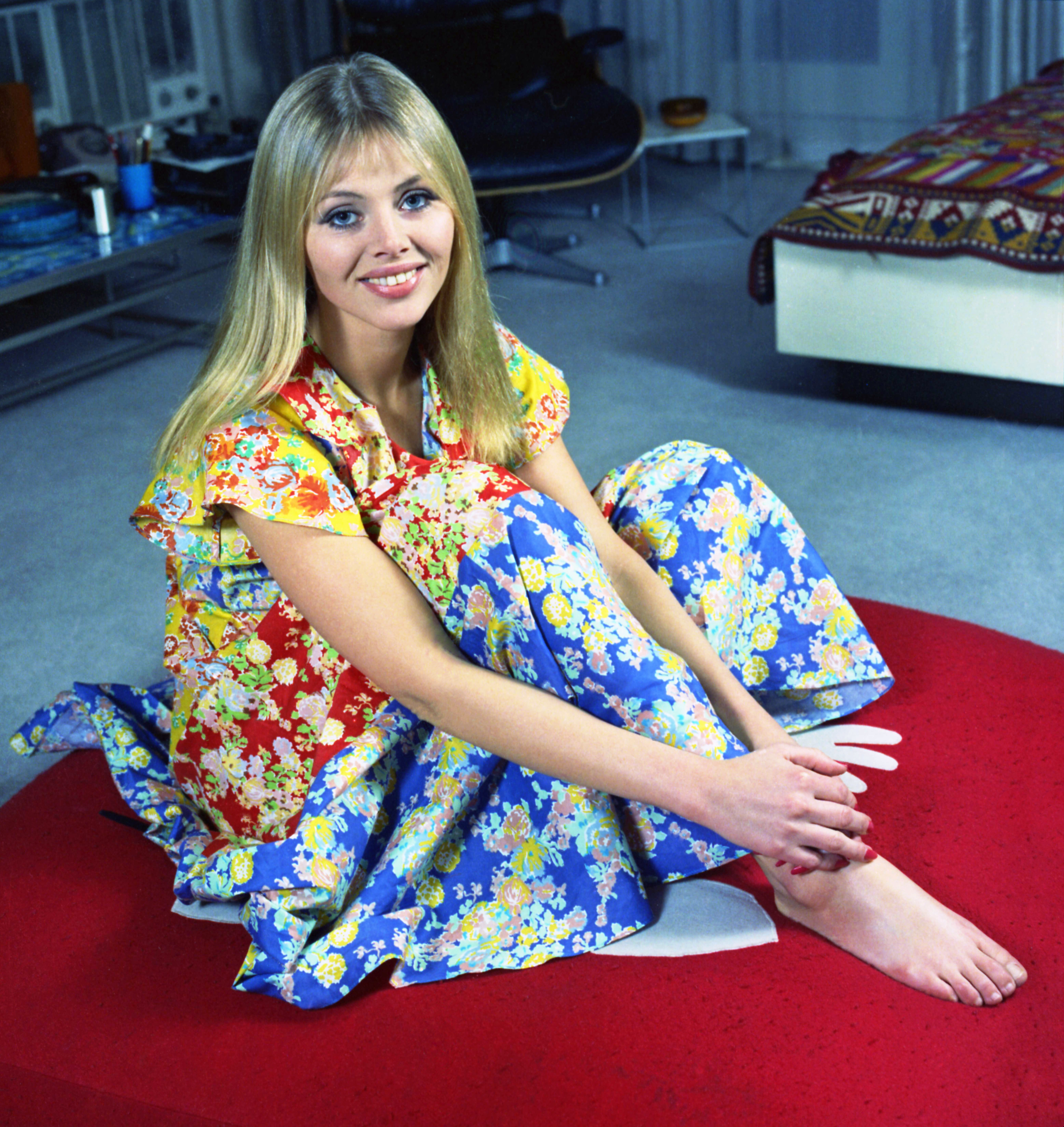
Britt Ekland el 1972

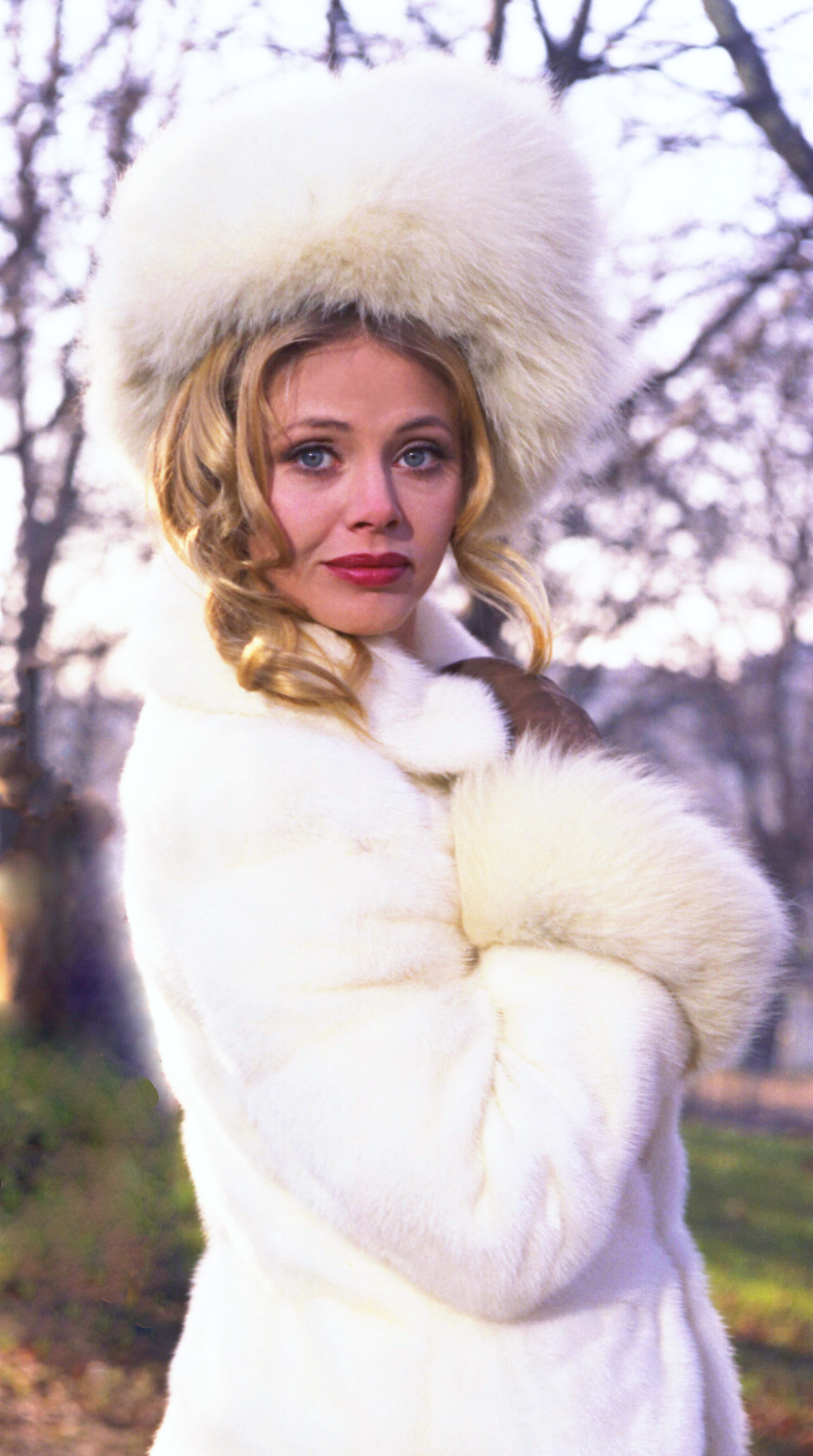
Britt Ekland el 1984

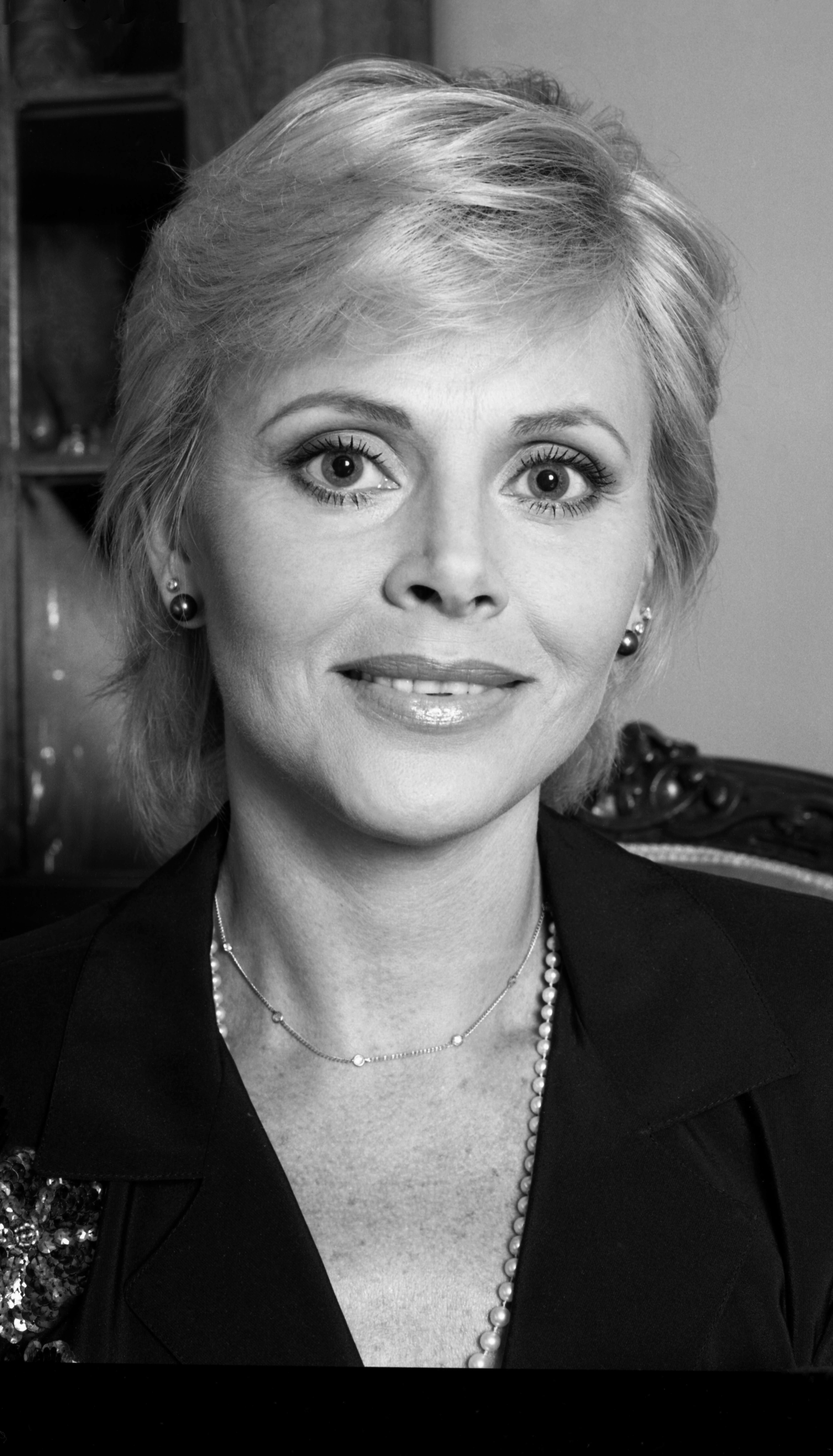
Britt Ekland el 1987

Britt Ekland és sobretot coneguda pels seus papers al film de culte  The Wicker Man el 1973, i de Mary Goodnight, una noia Bond a L'home de la pistola d'or al costat de Roger Moore el 1974.
Va ser la segona esposa de Peter Sellers de 1964 a 1968. Junts, van tenir una filla, Victoria el 1965. Britt i Peter van rodar tres films: Carol for Another Christmas (1964), Caccia alla volpe (1966) i El Bobo (1968). Va ser a continuació la companya del productor de discos americà Lou Adler. D'aquesta relació naixerà un fils l'any 1973, Nic Adler. Serà després la companya del cantant Rod Stewart durant més de dos anys. Durant aquest període, Rod Stewart va tornar a comprar d' altra banda les còpies del film The Wicker Man per una escena en la qual Britt Ekland apareix nua. Pròxima al rock anglosaxó, de 1979 a 1981, viu amb el cantant britànic Phil Lewis, abans de casar-se el 1984 amb el bateria dels Stray Cats, Slim Jim Phantom, amb qui té un fill, Thomas Jefferson, nascut l'any 1988. Es divorcien el 1992.

## Filmografia
Les seves pel·lícules més destacades són:

### Cinema
- 1962: Kort är sommaren: germà d'Edvarda
- 1963: Ell Comandante: Iris
- 1963: Det är hos mig han har varit: Li's Work Mate
- 1963: Il diavolo:
- 1964: Advance to the Rear de George Marshall: Greta
- 1965: Do Not Disturb de Ralph Levy: noia a la festa
- 1966: Too Many Thieves de Abner Biberman: Claudia
- 1966: Caccia alla volpe: Gina Vanucci també anomenada "Gina Romantica"
- 1967: El meu doble als Alps (The Doble Man): Gina
- 1967: The Bobo: Olimpia Segura
- 1968: Gli Intoccabili: Irene Tucker
- 1968: The Night They Raided Minsky's: Rachel Elizabeth Schpitendavel[5]
- 1969: Nell'anno del Signore: Princessa Spada
- 1969: Stiletto: Illeano
- 1970: I Cannibali: Antigone
- 1970: Tintomara: Adolfine
- 1971: Endless Night: Greta
- 1971: A Time for Loving: Josette Papillon
- 1971: Percy: Dorothy Chiltern-Barlow
- 1971: L'assassí implacable (Get Carter): Anna Fletcher
- 1972: Refugi macabre (Asylum): Lucy
- 1972: Diabólica malicia: Elise
- 1973: Baxter!: Chris Bentley
- 1973: The Wicker Man, de Robin Hardy: Willow
- 1974: The Ultimate Thrill: Michele
- 1974: L'home de la pistola d'or (The Man with the Golden Gun): Mary Goodnight
- 1975: Royal Flash: Dutchess Irma
- 1976: High Velocity: Sra. Andersen
- 1977: Casanova & Co.: Comtessa Trivulzi
- 1978: Slavers: Anna von Erken
- 1979: King Solomon's Treasure de Alvin Rakoff: Reina Nyleptha
- 1980: The Monster Club: mare de Busotsky
- 1982: Satanas's Mistress: Ann-Marie
- 1983: Dr. Yes: Hyannis Affair: Susannah
- 1983: Erotic Imatges: Julie Todd
- 1983: Dead Wrong: Penny Lancaster
- 1984: Love Scenes: Annie
- 1985: Fraternity Vacation de James Frawley: Eyvette
- 1985: Marbella, un golpe de cinco estrellas: Deborah
- 1987: Moon in Scorpio: Linda
- 1988: Beverly Hills Vamp: Madame Cassandra
- 1989: Scandal: Mariella Novotny
- 1989: Cold Heat: Jackie Mallon
- 1990: The Children: Lady Zinnia Wrench

### Televisió
- 1962: Handen på hjärtat
- 1964: Carol for Another Christmas: La mare
- 1965: Armchair Theatre (sèrie de televisió): Karen
- 1966: The Trials of O'Brien (sèrie de televisió): Claudia
- 1971: The Stronger: dona 1
- 1973: The Six Milion Dollar Man: Wine, Women and War (TV): Katrina Volana
- 1977: McCloud (sèrie de televisió): Tatiana Krasnavian
- 1978: Ring of Passion: Amy Ondra Schmeling
- 1978: The Great Wallendas: Jenny Wallenda
- 1978: Battlestar Galactica (sèrie de televisió): Tenna
- 1979: Return of the Saint (sèrie de televisió): Laura
- 1979: Skeppsredaren (sèrie de televisió)
- 1980: The Hostage Tower: Leah
- 1981: Jacqueline Susann's Valley of the Dolls: Françoise
- 1982: The Love Boat (sèrie de televisió): Alice Robbins
- 1982: Matt Houston (sèrie de televisió): Vera Martin
- 1983: Fantasy Island (sèrie de televisió): Aphrodite
- 1985: Simon & Simon (sèrie de televisió): Samantha Blake
- 1986: Aranyifjú, Az
- 1990: Superboy (sèrie de televisió): Lara
- 1990: Gran (sèrie de televisió): Viveca
- 1992: Bara med Britt (sèrie de televisió): convidat
- 2002: Lexx (sèrie de televisió): Dulcibella Sternflanks
- 2010: I'm a Celebrity… Get Me Out of Here! 10 (emissió de tele realitat): ella mateixa
- 2013: Astrid in Wonderland: ella mateixa
- 2013–2015: Svenska Hollywoodfruar: ella mateixa
- 2018: Let's Dance: ella mateixa